# Caleb Avilés
Caleb Einar Avilés Reyes (nacido el 28 de julio de 1978), más conocido simplemente como Caleb Avilés, es un ex puertorriqueño cantante que formó parte de cuatro grupos: Euforia (1991-1992), Explosión (1993-1994), MDO (2001-2002)  y Menudo: La Reunión  (2005-2006).

## Primeros años
Caleb Avilés-Reyes nació el 29 de julio de 1978 en Hato Rey,  San Juan, Puerto Rico y tiene dos hermanas mayores.

## Euforia
En 1991, Caleb, que tenía 12-13 años en ese momento, se unió al spinoff Menudo Banda, Euforia, hecha por exmiembros Robert Avellanet y Rawy Torres, cuando ambos exmiembros de menudo, junto con Edward Aguilera y Jonathan Montenegro, abandonaron el grupo debido a una gestión de abuso y maltrato. Junto con Robert y Rawy, otros miembros incluidos Julio 'Axl' Canino y Joey ?. Caleb grabó una canción llamada Tú y Yo durante el grupo, ya que el álbum fue lanzado el mismo año en que se unió. Caleb fue el segundo (Joey se fue primero pero volvió cuando Caleb se fue) miembro de Euphoria que se fue en 1992, donde actuó en obras de teatro y musicales y trabajó en otros campos.

## Explosión
A principios de 1993, meses después de su declaración en Euphoria, Caleb pasó a formar parte del grupo puertorriqueño de adolescentes Explosion, cuando se convirtió en el último miembro del grupo en incorporarse, uniéndose a Joel Laureano (antiguo miembro de Concepto Juvenil) y Josué Carrión (antiguo miembro de Cinco). Estando en Explosion, Caleb, Joel y Josue grabaron la canción que da título a su primer CD «Que No Se Detenga» en McGillis Records, que salió a la venta el 14 de marzo de 1993, aunque Joel y Josue ya estaban grabando cuando Caleb se había unido. Explosion finalmente se disolvió en 1994, debido a que la gerencia, incluyendo al mismo Darrin McGillis, mánager de Explosion, decidió enfocarse más en la carrera como solista de Joel que en el grupo. Avilés también intentó una carrera en solitario, pero mantuvo poco o ningún éxito, por lo que finalmente acabaría dedicándose a la vida privada durante siete años. A los 18 años, se mudó a Wisconsin, donde estudió y desarrolló más sus habilidades como cantante y bailarín. Años antes de unirse a MDO, comenzó a conseguir trabajos como camarero, masajista, y también un artista, que estos puestos de trabajo le ayudó económicamente.

## MDO
En 2001, Avilés se unió a MDO cuando Troy Curtis abandonó el grupo, lo que se convirtió en una gran fama para él, ya que se convirtió en el primer Puertorriqueño en cuatro años (Después de Andy Blazquez) en unirse a la banda anteriormente totalmente puertorriqueña, donde sus compañeros de banda en ese momento eran Alexis Grullón, Abel Talamantez, Didier Hernández y Pablo Portillo. Sin embargo, Avilés, junto con Portillo, comenzó a tener problemas contractuales con su grupo y se vio obligado a retirarse temporalmente de MDO antes de volver al grupo.  
MDO lanzó su primer gran álbum en inglés titulado «Little Piece of Heaven» en Asia en junio de 2001. Este álbum iba a salir en Estados Unidos en una fecha posterior, pero nunca llegó a publicarse y MDO comenzó a trabajar en un nuevo álbum, aunque Grullón abandonaría el grupo en medio, dejando a MDO de nuevo como cuarteto. Desafortunadamente, antes de que el CD estuviera completo, en 2002, Caleb decidió dejar el grupo para dedicarse a otros intereses musicales, ocupando su lugar Anthony Galindo, quien fue miembro original del grupo antes de la época de Caleb.

## Menudo: La Reunion
En 2005, Caleb se unió al grupo Menudo: La Reunión, donde sustituyó a Andy Blázquez y actuó junto a los exmiembros de menudo, Roy Rosselló, Raymond Acevedo, Rubén Gómez y el propio Anthony Galindo, donde el grupo realizó giras por Brasil y Puerto Rico. El grupo se disolvió a principios de 2006.

## Vida posterior a la carrera de cantante
Tras la disolución del grupo, Avilés volvió a la vida privada por segunda vez y desde entonces ha abandonado el mundo del espectáculo después regresando a Estados Unidos donde vive actualmente en Carolina del Norte. Al igual que Edward Aguilera, Caleb está actualmente casado pero se desconoce cuántos hijos tiene, aunque se afirma que tiene una hija

## Discografía

### Con Euforia
- Euphoria (1992)

### Con Explosión
- Que No Se Detenga (1994)

### Con MDO
- Little Piece of Heaven (2001)